# Brownsvilleväckelsen
Brownsvilleväckelsen (Brownsville Revival, Pensacola Outpouring) betecknar den kristna väckelse som började på fars dag den 18 juni 1995 i den kristna kyrkan Brownsville Assembly of God i Pensacola, Florida, USA. Mer än 4 miljoner människor rapporteras ha besökt mötena mellan 1995 och 2000.